# Liste öffentlicher Kneipp-Anlagen im Landkreis Rastatt
In der Liste öffentlicher Kneipp-Anlagen im Landkreis Rastatt sind öffentliche Kneipp-Anlagen für Orte, die zum Landkreis Rastatt in Baden-Württemberg gehören, aufgeführt. Kneipp-Anlagen können laut Kneipp-Bund in Form von Wassertretanlagen oder Armbecken vorliegen und unterliegen grundsätzlich nicht der Trinkwasserverordnung. Kneippen ist eine Behandlungsmethode der Hydrotherapie, die auf der Grundlage von Sebastian Kneipp angewendet wird. Hierbei wird in kaltem Wasser auf der Stelle geschritten. In Armbecken werden die Arme bis zur Mitte der Oberarme ins kalte Wasser getaucht. Die Liste erhebt keinen Anspruch auf Vollständigkeit.

## Kneipp-Anlagen im Landkreis Rastatt
Derzeit sind im Landkreis Rastatt neun öffentliche Kneipp-Anlagen erfasst (Stand: 8. Juni 2021):
| Bild | Ort                    | Beschreibung                                                                         | ↴ Zufluss / ↳ Abfluss              | Standort              |
| ---- | ---------------------- | ------------------------------------------------------------------------------------ | ---------------------------------- | --------------------- |
|      | Bühl-Eisental          | Kneippanlage im Gewann Betschgraben am Ortsrand von Eisental mit kleinem Barfußpfad. | ↴↳ Krebsbächel                     | ⊙ Betschgraben        |
|      | Forbach-Bermersbach    | Tretbecken, außerorts, Richtung Sportplatz                                           |                                    | ⊙                     |
|      | Forbach-Gausbach       | Kneipp-Tretbecken und Armtauchbecken im Schwimmbad Montana                           | ↴ Trinkwassernetz / ↳ Abwassernetz | ⊙ Montana-Badezentrum |
|      | Gaggenau-Bad Rotenfels | Kneipp-Anlage im Kurpark                                                             |                                    | ⊙ Kurpark             |
|      | Gernsbach-Obertsrot    | Kneipp-Tretstelle in der Nähe der Klingelkapelle                                     |                                    | ⊙                     |
|      | Gernsbach-Lautenbach   | Kneippanlage im Lautenbachtal oberhalb von Lautenbach                                | ↴↳ Lautenbach                      | ⊙                     |
|      | Sinzheim               | Kneipp-Anlage Sinzheim                                                               | ↴↳ Hohbächel                       | ⊙                     |
|      | Weisenbach             | Kneipp-Anlage im Führholztal                                                         | ↴↳ Geißbach                        | ⊙ Führholztal         |